# Gyrtona dorsomaculata
Gyrtona dorsomaculata är en fjärilsart som beskrevs av Embrik Strand 1917. Gyrtona dorsomaculata ingår i släktet Gyrtona och familjen nattflyn. Inga underarter finns listade i Catalogue of Life.